# Erythroxylum areolatum
Erythroxylum areolatum es una especie de planta fanerógama perteneciente a la familia Erythroxylaceae. La especie contiene el alcaloide cocaína.

## Distribución y hábitat
El área de distribución nativa de esta especie se extiende en Bahamas, Belice, Islas Caimán, Cuba, República Dominicana, El Salvador, Guatemala, Guyana, Haití, Honduras, Jamaica, México, Nicaragua, Puerto Rico y las Islas Vírgenes de los Estados Unidos. Crece principalmente en el bioma tropical húmedo.

## Taxonomía
Erythroxylum areolatum fue descrita por Carlos Linneo y publicada en Systema naturæ, ed. 10. 2: 1035, en 1759.

#### Etimología
Véase: Erythroxylum
areolatum: epíteto latino que significa "con pequeños lugares abiertos".